# Vuotunki
Vuotunki är en sjö i Finland. Den ligger i kommunen Kuusamo i landskapet Norra Österbotten, i den nordöstra delen av landet, 700 km norr om huvudstaden Helsingfors. Vuotunki ligger 245,1 meter över havet. Den är 7,53 meter djup. Arean är 2,24 kvadratkilometer och strandlinjen är 21,54 kilometer lång. Sjön  ingår i Koundaälvens huvudavrinningsområde. 